# Broćanac (Rakovica)
Broćanac falu Horvátországban, Károlyváros megyében. Közigazgatásilag Rakovicához tartozik.

## Fekvése
Károlyvárostól 48 km-re délre, községközpontjától 8 km-re északra, a Kordun területén, a Zágrábot Splittel összekötő 1-es számú főút mellett fekszik.

## Története
1871. október 7-én a rakovicai felkelés előzményeként itt gyűltek össze Eugen Kvaternik a Horvát Jogpárt egyik vezetője és hívei és itt alakították meg az ideiglenes horvát kormányt. Másnap Rakovicán kikiáltották Horvátország függetlenségét. A horvát határőrség azonban nem csatlakozott a felkeléshez, így az három nap alatt elbukott. A harcban maga Kvaternik is elesett.
1857-ben 910, 1910-ben 1093 lakosa volt. Trianonig Modrus-Fiume vármegye Ogulini járásához tartozott. A szerb többségű falu lakossága 1991-ben csatlakozott a Krajinai Szerb Köztársasághoz. A horvát hadsereg 1995 augusztusában foglalta vissza a települést. A Vihar hadművelet során szerb lakosságának többsége elmenekült.
2011-ben a falunak 29 lakosa volt.

## Lakosság
| Lakosság változása | Lakosság változása | Lakosság változása | Lakosság változása | Lakosság változása | Lakosság változása | Lakosság változása | Lakosság változása | Lakosság változása | Lakosság változása | Lakosság változása | Lakosság változása | Lakosság változása | Lakosság változása | Lakosság változása | Lakosság változása |
| ------------------ | ------------------ | ------------------ | ------------------ | ------------------ | ------------------ | ------------------ | ------------------ | ------------------ | ------------------ | ------------------ | ------------------ | ------------------ | ------------------ | ------------------ | ------------------ |
| 1857               | 1869               | 1880               | 1890               | 1900               | 1910               | 1921               | 1931               | 1948               | 1953               | 1961               | 1971               | 1981               | 1991               | 2001               | 2011               |
| 757                | 1079               | 937                | 979                | 1077               | 1090               | 938                | 1046               | 414                | 393                | 340                | 274                | 228                | 175                | 31                 | 29                 |